# 下山定則
下山 定則（しもやま さだのり、1901年〈明治34年〉7月23日 - 1949年〈昭和24年〉7月6日、（死亡日時は不詳）は、日本の鉄道官僚。運輸次官、日本国有鉄道総裁（初代）などを歴任した。

## 来歴・人物
兵庫県神戸市出身。司法官であった父の英五郎は、同県有馬郡高平村木器(こうづき)（現在の三田市木器）の出身であった。転勤に従い少年時代は転校を繰り返していた。転校するたびにその都市の主要駅の時刻表を暗記して人気者になっていたという。静岡中学、津中学、三高卒業。静岡中学時代は野球部（現在の静岡高校野球部）でピッチャーを務めた。三高時代には稚内から鹿児島まで駅名を暗唱して友人から「鉄道」というあだ名をつけられた。喫煙者である。
1925年に東京帝国大学工学部機械工学科を卒業した後は鉄道省に入り、札幌鉄道局で運転見習い。12月には一年志願兵として電信第一連隊に入隊（東京中野）、翌26年、満期除隊（工兵軍曹）。27年6月には鉄道第一連隊に応召。10月、工兵曹長で応召解除、北海道に戻り函館機関庫主任。28年、小樽築港機関庫主任。29年、工兵少尉、釧路運輸事務所運転掛主任。
30年には東京鉄道局に移り、水戸機関庫主任、千葉運輸事務所運転掛主任を経て32年から新橋運輸事務所運転主任となる。「運輸界創世の人」と呼ばれ、省内における運輸の勢力拡大に貢献した。
34年、名古屋鉄道局で運転課機関車掛長、35年、東京鉄道局に戻り運転課列車掛長。36年2月、在外研究を命じられ外遊。37年12月に帰国し運輸局運転課に戻る。後に新幹線プロジェクトのリーダーとなる島秀雄とは学生時代からの親友で一緒にヨーロッパから南アフリカ、南米、北米を視察している。
39年6月から鉄道調査部第三課、企画院兼務、そして参謀本部の三足の草鞋を履き「軍鉄一如」の関係作り、戦時社会の構築に関わる。この時代、鉄道省や企画院に籍はあったが、主軸は参謀本部だったようだ。
40年4月、満州中国朝鮮を視察。8月には参謀本部第3部鉄道班長に就任したばかりの小森田親玄（〜41年10月）と一緒に仏印を視察。援蒋ルートや仏印の鉄道事情を見て回った。当時、軍部の一部（参謀本部作戦部など）はヨーロッパ戦線に呼応し早急な仏印進駐を主張する中で、北部進駐の交渉が続いていた。下山の旅程は西原機関に加わった鉄道調査部の古野藤重が記録している。
41年1月から約二ヶ月、タイに滞在、鉄道調査を行う。インドシナでは「一日最大4列車の運行が可能」とする下山の報告に基づき東南アジア侵攻の鉄道作戦が立案された。
帰国後の4月、「東亜共栄圏を確立し新秩序を設立することが我が国の使命である以上、ここに当然南方鉄道に関してもある方策を検討しをくことが必要」であると東京とシンガポールを鉄路で結ぶ構想を打ち上げる。9月に現役やOBの鉄道マンが集う帝国鉄道協会内に設立された「中央亜細亜横断鉄道調査部」（久保田敬一部長）の幹事に就き、積極的に関わる。
41年7月には企画院第7部第1課長で「科学動員計画」を扱い、技術の統制や技術院の設置に取り組んだ。42年1月、企画院7部が技術院に移行し、下山は第1部第1課長に就任する。
下山の提唱した東京〜シンガポール鉄道はさまざまに名前を変え、色々な人間により増幅されていく。ついには大東亜縦貫鉄道として大東亜建設審議会（42年2月13日の閣議決定によって設置）の第8部会で正式な政策として調査議論されていく。
「第8部会（交通）には鉄道省から企画院に出向した職員が参画していたと考えられるので、要綱作成にも鉄道省の意向が反映した。」と原田勝正は書くが「鉄道省から企画院に出向した職員」とは下山のことだろう。技術院第4部作成の「大東亜建設審議会の構成」（42年6月8日）という文書には幹事補佐として「下上」定則という技術院参議官が言及されている。自らの提唱した東京〜シンガポール線が「大東亜縦貫線」として国の政策に昇華していく過程に関わっていた。
その後技術院第4部長、鉄道総局業務局長補佐（1945年1月 - ）。

### 国鉄総裁へ
第二次世界大戦後の連合国による占領下では、名古屋鉄道局長（1945年9月-）、東京鉄道局長（1946年3月-）を歴任。その後、1948年4月に運輸次官に就任。
翌1949年6月1日、日本国有鉄道（国鉄）が発足して初代総裁に就任した。初代総裁には、参議院議員で近畿日本鉄道社長だった村上義一や元阪急電鉄社長の小林一三らの候補が挙がったが、結局内部からの起用となった。

### 「下山事件」

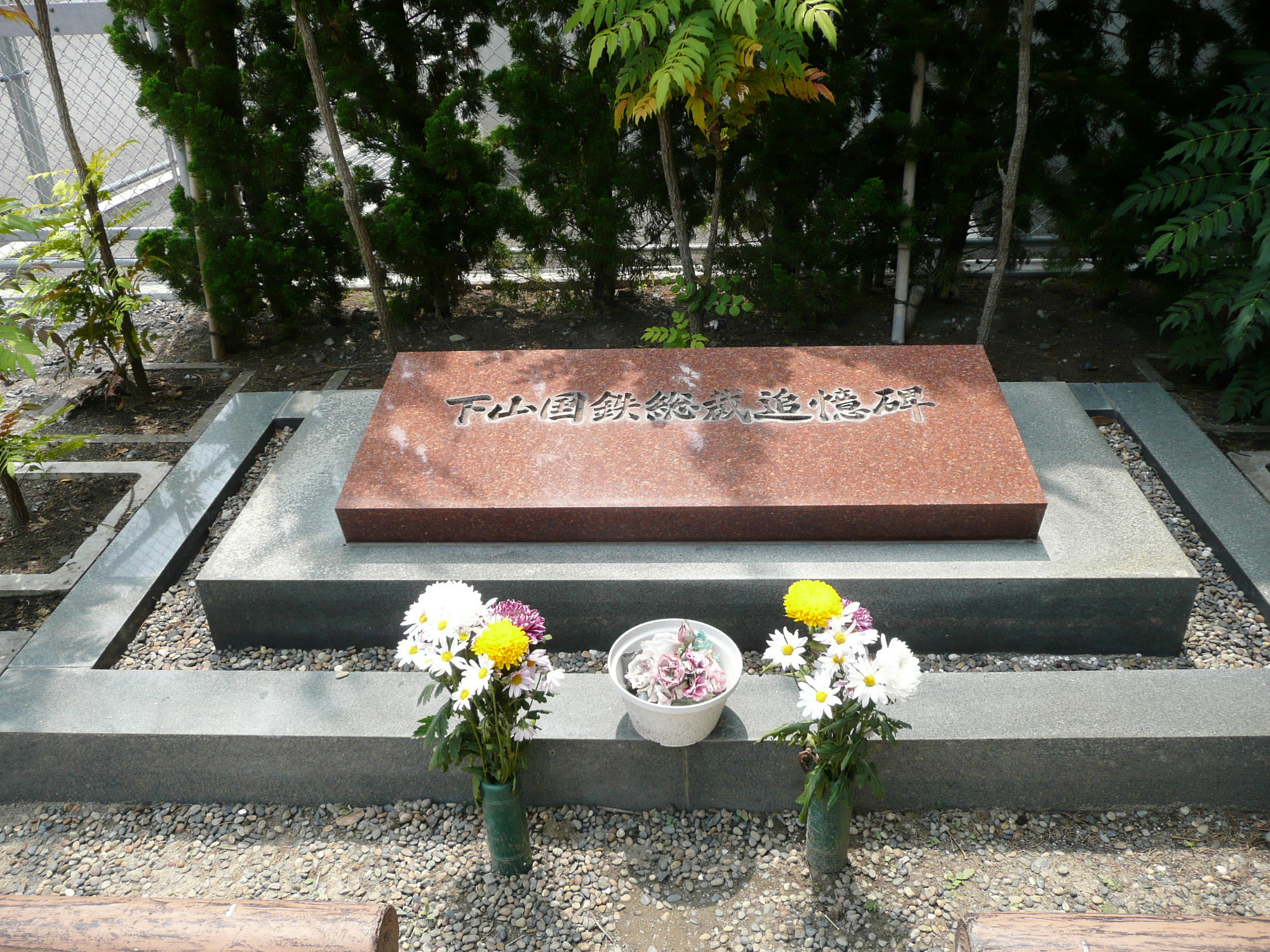
事件現場近くにある慰霊碑

7月1日には、国鉄発足前日に成立した行政機関職員定員法に基づき、空前絶後の職員約10万人の解雇を決定、同4日には組合側に、第一次整理の3万700人を通告した。
しかし、翌5日に三越日本橋本店に入った後に消息を絶ち、捜索願いが出されたが6日未明に、東京都足立区の常磐線と東武伊勢崎線が交差する付近で、轢死体となって発見された。行方不明および死亡の理由は不明であり自殺説、他殺説両方が飛び交った。なお、下山の死を受けて副総裁の加賀山之雄が総裁代行に就任し、同年9月24日に正式に総裁となった。墓所は多磨霊園(21-1-16-6)

## 家族
父は地方裁判所の所長を歴任した下山英五郎。兄英種は銀行員、弟常夫は東京市職員であった。
妻との間に4男あり。長男定彦は後に国鉄職員となり、子会社のアド・メディアセンターの社長になった。次男俊次は電源開発に入社し日本原子力発電の役員となった。三男健三は三菱電機の役員、四男博也は東京海上火災保険の役員となった。

## 演じた俳優
- 小林桂樹 - 『 土曜ドラマ戦後史実録シリーズ　空白の900分 - 国鉄総裁怪死事件 -（前・後編）』（1980年 NHK ）